# Luís Noronha do Nascimento
Luís António Noronha do Nascimento (Porto, 1943) é um juiz português e antigo presidente do Supremo Tribunal de Justiça.

## Carreira
Foi delegado do procurador da República nas comarcas de Paredes, Pombal e Santo Tirso e, posteriormente, juiz de direito em Trancoso, Marco de Canavezes, Vila Nova de Famalicão, Vila Nova de Gaia e Porto.
Ascendeu a juiz desembargador no Tribunal da Relação de Lisboa.
Pertenceu ao Conselho Superior da Magistratura, onde foi vogal de 1989 a 1990 e vice-presidente de 2001 a 2004.
Foi membro da direção nacional da Associação Sindical dos Juízes Portugueses entre 1984 e 1988 e seu Presidente entre 1992 e 1996).
Tornou-se juiz conselheiro do Supremo Tribunal de Justiça em 1998, do qual foi eleito presidente em 2006, ocupando por inerência a presidência do Conselho Superior da Magistratura.
Jubilou-se em 2013.